# Friederike Stolz
Pour les articles homonymes, voir Stolz.
Friederike Renate Stolz (née le 23 janvier 1913 à Linz, morte le 14 juillet 1989 à Gallspach) est une céramiste et sculptrice autrichienne.

## Biographie

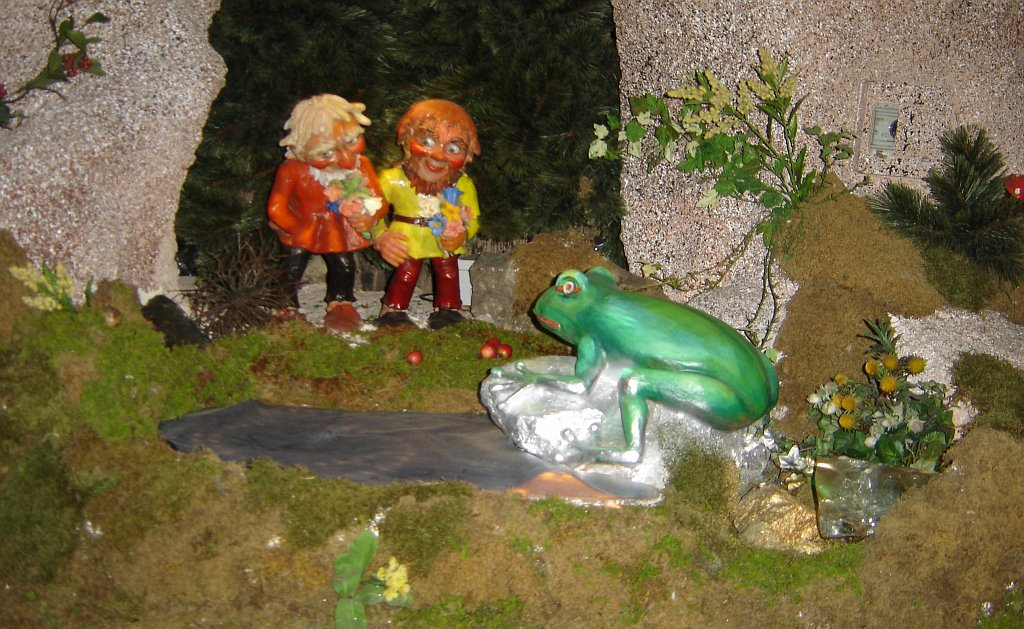
Personnages de la grotte de Linz.

Friederike Stolz est la fille du zoologiste et taxidermiste Bernhard Stolz, qui, en tant qu'employé des Musées d'État de la Haute-Autriche, conçoit de 1897 à 1906 les animaux de la grotte de Linz.
Elle suit d'abord une formation de chant au Conservatoire de Linz avant de commencer ses études à l'Académie des beaux-arts de Vienne.
Elle approfondit ses connaissances lors d'un séjour de deux ans en Italie, où elle réalise des stucs, des vitraux et des mosaïques. À partir de 1938, elle reçoit des commandes de reliefs, bustes, statues, fontaines, qui ont la reconnaissance officielle du Troisième Reich ; elle reçoit le Gaukulturpreis du Reichsgau Oberdonau.
Après la destruction de la grotte de Linz dans les bombardements, Friederike Stolz présente les plans de la nouvelle construction. En 1946, elle et une équipe de huit céramistes sont chargées de réaliser la construction.
Elle poursuit son travail artistique avec des monuments aux morts, des statues en bronze, des rénovations d'églises et des travaux de céramique.